# (12356) Carlscheele
(12356) Carlscheele (1993 RM14) – planetoida z pasa głównego asteroid okrążająca Słońce w ciągu 5,04 lat w średniej odległości 2,94 j.a. Odkryta 15 września 1993 roku.